# Ligue communiste révolutionnaire du Japon (faction marxiste révolutionnaire)

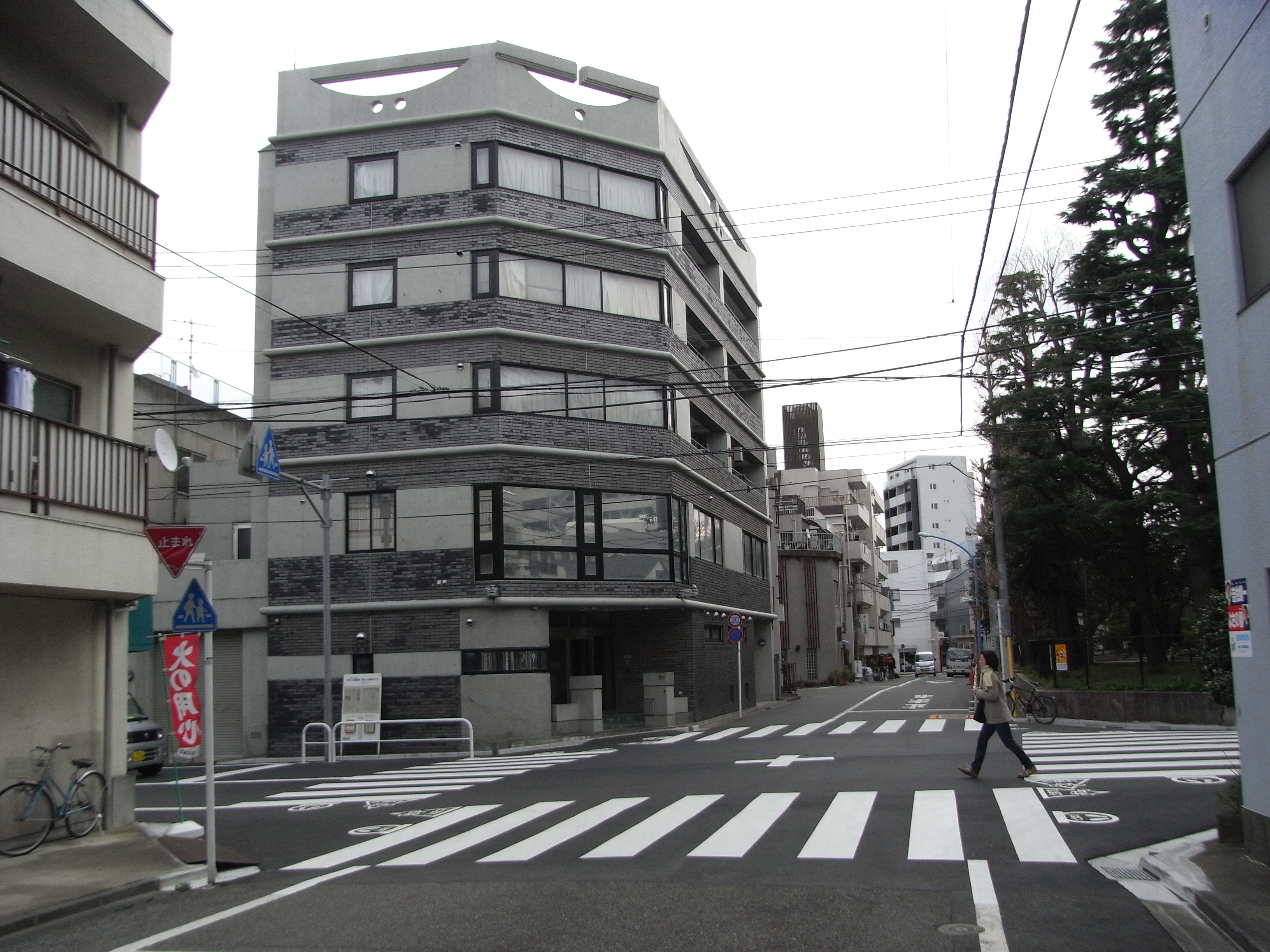
Siège de la ligue à Tokyo dans l'arrondissement de Shinjuku.

Pour les articles homonymes, voir Ligue communiste révolutionnaire (homonymie).
Ne doit pas être confondu avec Ligue communiste révolutionnaire japonaise - Comité national.
 (février 2018).
Si vous disposez d'ouvrages ou d'articles de référence ou si vous connaissez des sites web de qualité traitant du thème abordé ici, merci de compléter l'article en donnant les références utiles à sa vérifiabilité et en les liant à la section « Notes et références ».
La Ligue communiste révolutionnaire du Japon (faction marxiste révolutionnaire) (日本革命的共産主義者同盟革命的マルクス主義派, Nihon kakumeiteki kyōsanshugisha dōmei, kakumeiteki Marukusu shugisha) est un groupe trotskiste, souvent appelé Kakumaru-ha. Elle est classifiée comme organisation violente.
Le groupe trouve son origine dans la scission interne au Parti communiste japonais suivant la révolution hongroise. Les factions dissidentes formèrent un congrès de la Nouvelle gauche japonaise
, et acceptèrent de s’unir dans une Ligue communiste révolutionnaire.
Deux scissions suivirent, l'une en 1958 et l'autre en 1959. Après celle-ci, la Ligue ajoute "Comité National" à son nom.
Le Comité lui-même éclate en 1963. La majorité devient la Ligue communiste révolutionnaire du Japon, comité central (Faction noyau central), et la minorité autour de Kuroda Kan’ichi forme la « Faction révolutionnaire marxiste ».

## Histoire
L’organisation se lança dans de nombreuses activités de guérillas, et d’organisation dans les universités, à travers la faction qu’elle animait dans la Zengakuren. La Kakumaru-ha et la Chukaku-ha se confrontèrent dans des affrontements violents, dont résultèrent de nombreux morts dans le milieu des années 1970, 16 en 1975 seulement. En 1998, la police saisit des milliers de transcription de conversation internes à l’organisation, où un des porte-parole affirmaient qu’il était « nécessaire de protéger l’organisation par tous les moyens ».
Au départ proche du Groupe spartakiste, la Ligue a désormais des relations étroites avec la Fraction trotskyste - Quatrième Internationale.
En 2017, Masaaki Osaka, membre de la LCRJ, accusé d’assassinat et en fuite, a été capturé après 45 ans.
La kakumaruha a également été surnommée « faction Y » du nom de plume de son idéologue principal, Kuroda Kanichi, Yamamoto Katsuhiko, ou bien Z, car c'était le symbole abrégé de « Zengakuren » qui figurait sur les casques de leurs militants lors des manifestations.
Le parti disposait en effet d'une branche dans cette organisation étudiante. À l'origine, la marugakudo (Ligue des étudiants marxistes, Marukusushugi Gakusei Domei) était une fraction au sein de la Zengakuren rassemblant l'ensemble des partisans de la Ligue Communiste Révolutionnaire du Japon - Comité National, établie en 1961, après la lutte contre le Traité de coopération mutuelle et de sécurité entre les États-Unis et le Japon.
C'est au sein de la marugakudo que la scission entre les factions kakumaru et chukaku se développa, la première, menée par Nemoto Hitoshi voulant mener des actions en solitaire, et la seconde, menée par Onoda Joji voulant s'allier avec d'autres forces de la Nouvelle Gauche au sein du mouvement étudiant. La scission s'approfondit en juillet 1963 lors du 20e congrès de la Zengakuren, lorsque tous les membres de la Chukaku furent expulsés. Ces problèmes se répercutèrent dans l'organisation politique, qui scissionna entre les factions honda et kanichi.
La Chukaku rejoignit le Sampa Rengo, l'"alliance des trois factions", avec la Shaseido (Ligue des Jeunes Socialistes) et la Shagakudo (Ligue des Étudiants Socialistes), et la branche étudiante de la Kakumaru se renomma "Ligue des étudiants marxistes - Faction marxiste révolutionnaire".
Le conflit entre les deux factions devint de plus en plus violent, donnant lieu le 2 juillet 1964 à un affrontement armé dans l'université de Waseda. Ce fut la première utilisation recensée des bâtons et des casques de chantiers par la Nouvelle Gauche Japonaise. La Kakumaru-ha refusa de participer au Zenkyoto, et a pris ses distances avec les combats de rue qu'elle pratiquait au cours des années 1960. Elle a été exclue du combat contre l'aéroport de Narita à cause de l'hostilité que lui portaient diverses autres organisations d'extrême-gauche, notamment pour les violents conflits internes (uchigeba) qui avaient agité les années 1970, mais également parce qu'elle avait refusé d'affronter la police au côté d'autres organisations de gauche lors d'un affrontement dans l'auditorium Yasuda de l'université de Tokyo, afin de "conserver sa puissance militaire" et de ne pas "céder à l'opportunisme". En 2001 l'organisation a salué les attentats du 11 septembre 2001 en tant qu'"acte historique".
Ces dernières années le parti a mis de côté la violence et l'isolement partisan pour se concentrer sur la consolidation et l'expansion de l'organisation en contribuant à des actions syndicales dans les industries et le mouvement étudiant. Lors des réunions et des manifestations le nom "kakumaru-ha" est dissimulé.
En outre, l'organisation s'est auto-critiquée pour sa dérive complotiste au cours des années 1990. Selon des sources policières, cette orientation a été voulue par la direction afin de renforcer l'organisation. Ces théories ont néanmoins totalement disparues après la mort de Kuroda Kanichi, mis à part celle concernant les relations des autres organisations d'extrême-gauche avec la police. 
Un bureau de police et une caserne de pompiers sont établies à côté du siège de la Kakumaru-ha.

## Théorie

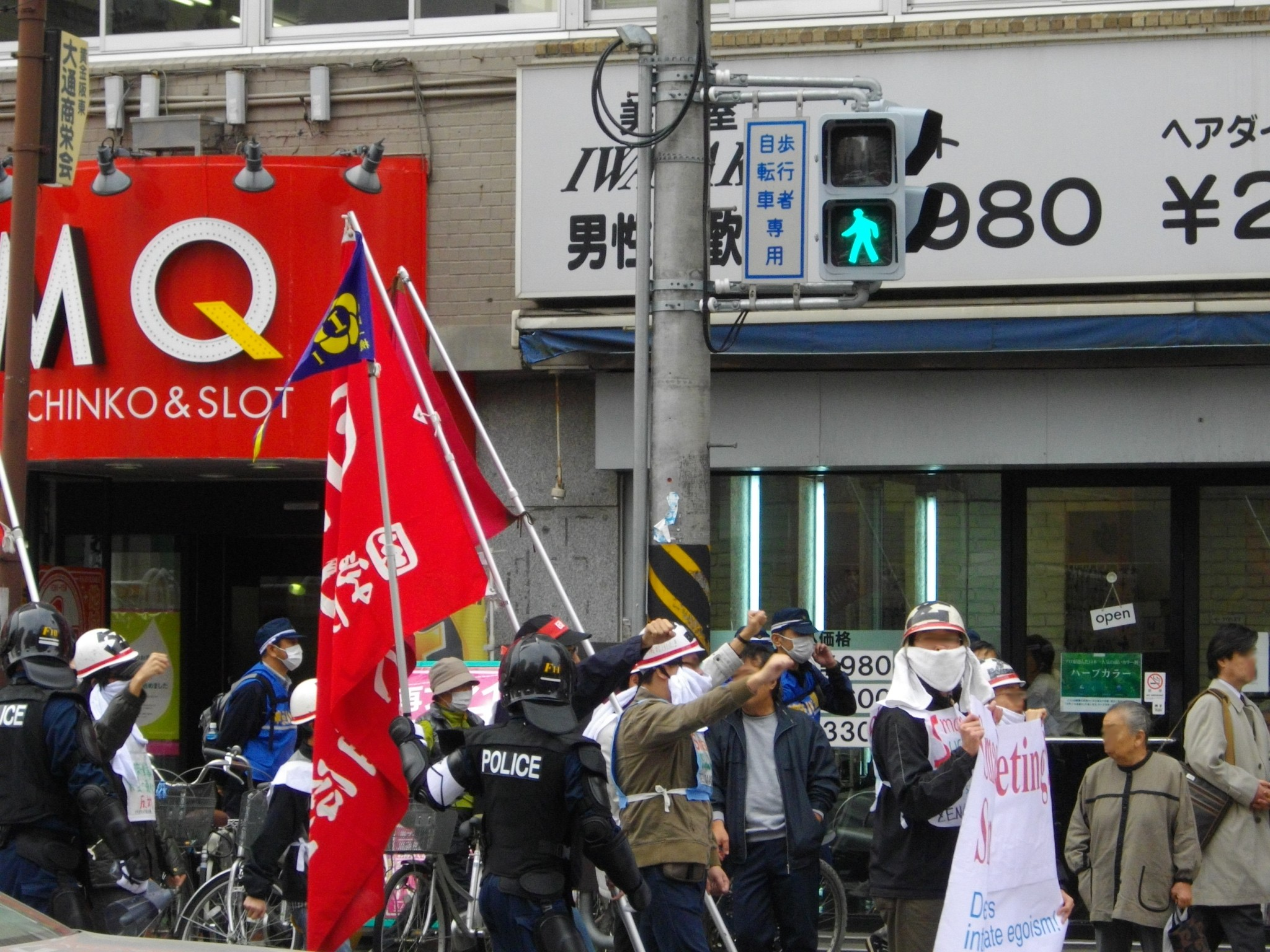
Rassemblement de la ligue contre l'APEC en 2010.

La Kakumaru-ha utilise systématiquement les idées de Kuroda, même depuis sa mort, et l'« anti-impérialisme / anti-stalinisme » de Kuroda, est avancé comme philosophie de base.
Selon le livre de 1968 « Nouvelle gauche - L'aile militante combattante de la gauche japonaise », l'affirmation de « la révolution mondiale antiimpérialiste/antistalinienne » peut être résumée comme suit :
- 1 Dans les relations de classe du monde moderne, la corruption du mouvement communiste international n'est pas seulement une « relation de classe capitaliste », mais aussi un « facteur régulateur » du capitalisme.
- 2 L'Union Soviétique est une forme d'aliénation bureaucratique transitionnelle dont la théorie du socialisme dans un seul pays est l'essence du stalinisme.
- 3 Tant que cette relation de classe existe, la lutte contre l'organisation du parti stalinien national, qui apparaît comme un aliénateur et un oppresseur de la révolution, est essentielle à l'achèvement de la révolution prolétarienne.
- 4 Bien que la cible du renversement de la révolution dans l'État capitaliste soit le pouvoir d'État capitaliste, elle ne peut en même temps être réalisée sans écraser l'organisation du parti stalinien.
- 5 L’« anti impérialisme/stalinisme » est la stratégie révolutionnaire la plus universelle de l’époque actuelle, applicable au Japon comme part de la révolution mondiale.

La Chukaku-ha, hostile, place également l’anti-impérialisme/stalinisme comme stratégie révolutionnaire, mais la manière de la comprendre et son mode d'application sont différents dans les deux camps.
La Kakumaru-ha critique les positions de la Chukaku-ha en affirmant qu’elle sépare géographiquement et temporellement la logique stratégique de l’anti-impérialisme/stalinisme, en mettant trop l’accent sur l’anti-impérialisme. Il s’agit pour Kakumaru d’une corruption de l’action dans le mouvement de masse, ce qui fait tomber la Chukaku dans le radicalisme de l’ « action de rue comme but en soi ».
D’autre part, la Chukaku est tombé dans un « dogmatisme réactionnaire » vis-à-vis de l’ « anti-impérialisme/stalinisme », se fermant socialement et se coupant des échanges vivant avec le mouvement de masse.

## Relations avec d'autres partis
La Kakumaru-ha considère tous les partis issus de la Troisième Internationale comme « staliniens », dont le Parti communiste japonais, le Parti communiste chinois, etc., ce qui est un héritage de la Fédération trotskyste japonaise. La Chukaku-ha et la Kakumaru s'entre-accusent d'être des paravents de la police.
En 1986 Matsuzaki, député du Parti libéral-démocrate a déclaré avoir été membre de la Kakumaru-ha juste avant un vote sur la privatisation des chemins de fer.
En 1993, Satoshi Ueda, membre de la Chambre des représentants et du Parti socialiste, a été dénoncé par la Chukaku-ha comme ayant participé aux activités de la Kakumaru.

## Organisation

### Organisation politique
La direction au quotidien de la Kakumaru-ha est assurée par le Bureau d'Organisation Politique, pour se démarquer d'organisation utilisant le terme "bureau politique" en imitant les bolcheviks. La raison officielle avancée par Kuroda Kanichi dans son livre "Le mouvement anti-stalinien japonais tome 2" étant de « mettre en avant l'organisation politique en permanence, pour être constamment une avant-garde politique actuelle et conséquente, et éviter l'élimination de la politique ».

### Organisation étudiante
La branche étudiante de la Kakumaru-ha est la Ligue des Étudiants Marxistes - Faction Marxiste Révolutionnaire, organisée au sein d'une Zengakuren. Les étudiants sont organisés en "fraction universitaire"(ZF), et peuvent rejoindre la Kakumaru-ha après cinq ans d'activité en son sein. Cette organisation fait voyager régulièrement des militants étudiants à travers le pays pour organiser tournoi, activités anti-guerre / anti-traité de sécurité, etc. avec des activités telles que des rassemblements et des manifestations, et organise de nouvelles activités et activités. 
Dans le but de recruter, elle intervient dans les activités des associations autonomes et dans la gestion des festivals scolaires dans les universités, et contrôle efficacement l'organisation qui gère les associations communautaires d'étudiants et les festivals scolaires des universités à travers le pays.
Sa propagande pour acquérir des partisans est d'appeler à la réduction des frais de scolarité et d'affirmer le pacifisme.
Dans la situation actuelle où la plupart des fraction de la nouvelle gauche perdent leurs bases dans les universités, la Kakumaru-ha dispose de bases et d'une influence solide dans les universités japonaises.

## Présence

### Université

#### Université Waseda
L’université Waseda a été une des bases de l’organisation étudiante Kakumaruha depuis de nombreuses années, ce qui a amené la direction de l’université a tenté d’éliminer l'influence de la faction de diverses façon, en annulant la certification du conseil du commerce en Juillet 1995, en révoquant la reconnaissance officielle d’autonomie de la division des sciences sociales en Mars 2005.
En outre, le Comité exécutif du Festival de Waseda dirigé par Kakumaruha, a été accusé d’un détournement de fonds de 10 millions de yens, de revenus et de subvention, ce qui a fait que le syndicat a perdu ses moyens de financement.
Pour ces raisons, auxquelles s’ajoute une affaire d’écoute illégale et clandestine d’un dirigeant étudiant par l’université Waseda, la confrontation entre la direction et la Kakumaru-ha est devenue acharnée. La Kakumaru-ha a quasiment été éliminé de Waseda. Elle déploie des activités importantes, mais son influence est très faible.

#### Université de Tokyo
La Kakumaru-ha n’agit pas sous son nom à l’université de Tokyo, mais via les « cercles anti-guerre », qui sont très actifs et mènent des actions jusque dans les salles de classe.
Il existe également d'autres cercles (Groupe d'étude des sciences sociales, Groupe d'étude des problèmes internationaux, Groupe d'étude de l'histoire) soupçonnés d'être apparentés à la Kakumaru.
Ces cercles sont vigoureusement opposés à l'Université de Tokyo et aux syndicats étudiants y étant établis.

#### Université d'économie d'Osaka
Dans l'université d'économie d'Osaka, les activistes internes et externes de la Kakumaru ont établi ou pris le contrôle des associations de résidents, et critiquent ouvertement l’université.
Le 6 janvier 2006, la police préfectorale d’Osaka effectue un raid dans l'université, 8 personnes soupçonnées d’être des militants de Kakumaru impliqués dans des incidents violents ayant entraîné des blessures, sont arrêtés.
Le 28 avril 2009, l'expulsion d'étudiants de l'Université d'Osaka,militants de Kakumaruha, a été invalidé par le tribunal de district d'Osaka comme illégale.

#### Université Kokugakuin
Dans cette université, le cercle de Kakumaru s’affiche ouvertement, a des liens dans les associations de résidents, et les affiches et la vente du journal de l’organisation se font de façon légale.
L’université est devenue la base principale de l’organisation étudiante après sa défaite à Waseda. Un grand nombre de cercles d’études lui sont liés, et plusieurs journaux universitaires diffusent les thèses de la Kakumaru.

#### Université de Ryūkyū
À l'université de Ryūkyū, la Kakumaru a organisé des collages d‘affiches et d’exemplaires de journaux, appelant à l’autodétermination et au retrait de la base militaire, sur des maisons et des tableaux d’affichage universitaire.
En outre, elle a le contrôle du département exécutif de l'Association des étudiants de l'Université de Ryūkyū.

#### Université d'Aichi
La Kakumaru-ha a pris le contrôle depuis de nombreuses années de l’association étudiante d’Aichi, dans de violents conflits avec la ligue démocratique de la jeunesse et les ligues sportives liés à l’extrême droite.
De plus, les accidents liés à l’uchigeba sont rares car peu de militants de la chukaku-ha sont présents dans le district de Tokai, ce qui fait que les cas de violences pouvant repousser les étudiants sont peu fréquents.
La Kakumaru préfère éliminer les autres forces d’extrême gauche hostiles en mettant en place une hégémonie intellectuelle écrasante, chaque année de nombreux nouveaux étudiants sont organisés comme « sympathisants » et deviennent des membres.
L'influence de la kakumaru sur les étudiants est énorme.
Les étudiants universitaires, qui sont particulièrement actifs dans les activités des cercles, sont célèbres pour mener des négociations de groupe avec les autorités universitaires sur le campus avec des centaines de personnes sous la direction de la Kakumaru.
Le Comité exécutif de l'Association des étudiants de l'Université d'Aichi est considéré comme la plus grande base pour les organisations d'étudiants de la Kakumaru dans la région de Tokai.
Beaucoup de cadres de l’organisation se sont fait embaucher comme professeurs et sont entrés dans le campus afin d’aider au renforcement de l’organisation étudiante.

#### Université de Nagoya
A l'Université de Nagoya, l'organe autonome du département des sciences est une base d'activité de l'école révolutionnaire, et il semble qu'il organise le « groupe de recherche en sciences sociales» et le «groupe de recherche philosophique» comme un cercle camouflé.
Cependant, elle n’agit que rarement sous le nom de "Kakumaru (cependant, des pancartes appelant à la souscription au du parti "Libération" de mai à juillet 2014 ont été établies sous ce nom), les principales activités telles que les manifestations contre la hausse des frais de scolarité, les signatures à l’entrée de l’université, la tenue de conférences, se font au nom d’autres groupes.

#### Présence dans d’autres universités
- Université d'Hokkaido (Association autonome de la faculté d'agriculture)
- Université d'Agriculture d'Obihiro
- Université d'éducation d’Hokkaido (école Asahikawa)
- Université de Senshu
- Collège Tsuda (Association communautaire)
- Université Wako
- Université de Nagoya (association autonome de l'école des sciences)
- Université de Kanazawa (Association communautaire d’éducation de base)
- Université de Nara
- Université de Kagoshima (Association communautaire d’éducation de base)
- Université internationale d'Okinawa

### Syndicats
- Confédération des syndicats du Japon (JR sōren)
- Syndicat des chemins de fer du Japon de l‘Est (JR azuma rōso)